# Camellia laotica
Camellia laotica là một loài thực vật có hoa trong họ Theaceae. Loài này được (Gagnep.) T.L.Ming mô tả khoa học đầu tiên năm 1999.